# Галушка (деревня)
Галушка— деревня в Ирбейском районе Красноярского края в составе Мельничного сельсовета.

## География
Находится в примерно в 14 километрах на юго-восток от районного центра села Ирбейское.

## Климат
Климат резко континентальный, с продолжительной морозной зимой и коротким тёплым летом. Средняя температура воздуха самого тёплого месяца (июля) составляет 18,3°C (абсолютный максимум — 38°C); самого холодного (января) — −21,1°C (абсолютный минимум — −60°C). Продолжительность безморозного периода составляет в среднем 90 дней. Среднегодовое количество атмосферных осадков составляет 484 мм, из которых 367 мм выпадает в период с апреля по октябрь. Снежный покров держится в течение 170 дней.

## История
Основана в 1908 году. В 1926 году учтен 671 житель, преимущественно русские.  

## Население
Постоянное население  не было учтено как в 2002 году ,  так в 2010 году.